# Epicauta maklini
Epicauta maklini es una especie de coleóptero de la familia Meloidae.

## Distribución geográfica
Habita en los territorios que antes se llamaban Siam   (Asia).